# 2068 Dangreen
2068 Dangreen (1948 AD) là một tiểu hành tinh vành đai chính được phát hiện ngày 8 tháng 1 năm 1948 bởi Laugier, M. ở Nice.